# 権福仁
権 福仁（クォン・ボキン、朝鮮語: 권복인/權福仁、1911年8月19日または1912年8月29日 - 1978年5月30日）は、日本統治時代の朝鮮のソフトテニス選手、実業家、大韓民国の政治家。忠清北道議会議員・副議長、第4代韓国国会議員を歴任した。本貫は安東権氏。

## 経歴
慶尚北道安東または忠清北道沃川出身。大邱公立農林学校、延禧専門学校商科卒。大邱農林在学中からテニス選手として活動したが、光州学生事件が大邱にも影響すると、反日運動の主導者として退学させられた。その後は大邱市役所、専売局などでプレーした後、上京し総督府所属の選手となり、甲子園大会で3年連続優勝、明治神宮大会で10年連続優勝の記録を作った。朝鮮殖産銀行行員を4年間務めた後、韓一黒鉛鉱業（東拓鉱業）株式会社調査課長・販売課長・月明鉱業所長・専務理事・支配人を務めた。光復後は大韓ソフトテニス協会理事長・副会長、忠清北道議会副議長、自由党沃川郡委員長・中央委員、大韓体育会理事、民主共和党中央常任委員を務めた。
1978年5月30日、ソウル市江西区の自宅で高血圧により死去。享年68。